# Yves Taschereau
Pour les articles homonymes, voir Taschereau (homonymie).
Yves Taschereau, né le 11 mars 1943 et mort le 10 octobre 2020 à Montréal, est un écrivain, journaliste, concepteur et scripteur télévisuel québécois.

## Biographie

### Écrivain
Diplômé en lettres françaises de l’Université de Montréal, Yves Taschereau dépose en 1974 un mémoire de maîtrise sur Jacques Ferron intitulé Le Médecin et la médecine dans l’œuvre de Jacques Ferron qu'il publiera aux Éditions de l'Homme en 1975 sous le titre Le Portuna : La Médecine dans l’œuvre de Jacques Ferron . Cet « essai d'Yves Taschereau apporte quelque chose de nouveau : car la médecine constitue, dans l’œuvre de Jacques Ferron, une constante qui éclaire le monde intérieur du romancier et du conteur — une sorte de clé partielle qui permet un déchiffrement approximatif de son message profond » .
Il participe la même année, soit en 1975, à un numéro spécial de la revue Études françaises sur Réjean Ducharme, en signant Le Vrai Nez qui voque, une critique littéraire du roman du même nom de l’écrivain.
Il co-signe en 1976, un ouvrage sur la chanteuse Diane Dufresne qui brosse un portrait de la diva québécoise.
Il est l'auteur de Comme disait Confucius, un recueil des maximes humoristiques qu'il invente pour l'animateur Patrice L'Écuyer dans l'émission Les Détecteurs de mensonges.
Parallèlement à ses écrits littéraires, Yves Taschereau publie en 1978 un livre sur la philatélie intitulé Collectionner les timbres.

### Journaliste

#### Documentaire
Il réalise sous forme d'un moyen métrage, un documentaire sur Jacques Ferron intitulé Jacques Ferron, qui êtes-vous ? qui propose une entrevue exclusive avec l'écrivain et traite de la vie de Jacques Ferron dans le comté de Maskinongé, de sa pratique médicale en Gaspésie et de sa carrière d’écrivain.

#### Presse écrite
Yves Taschereau est un journaliste prolifique de la presse québécoise durant les années 1980. Il contribue notamment à l'édition francophone de la revue Maclean's (comme secrétaire de rédaction puis rédacteur en chef) qui devient par la suite L'Actualité ; au magazine humoristique Croc (comme membre du Comité de rédaction) et à la revue Châtelaine (comme pigiste). Il est rédacteur en chef francophone du magazine En route, d’Air Canada. Il signe de nombreuses critiques littéraires, cinématographiques, artistiques et sociales. Il est l’auteur des textes satiriques de la bande dessinée Les Ravibreurs (Magazine Croc) inspirée de l’histoire de la famille Lavigueur.
Il a reçu trois Prix du magazine canadien (National Magazine Awards) pour des articles publiés dans L'Actualité.

#### Télévision
Il a été chroniqueur de musique à l’émission Bon Dimanche à Télé-Métropole.

### Concepteur et scripteur télé
On lui doit les concepts d'origine des jeux télévisés les Détecteurs de mensonges (créé en 1990, produit par Avanti, en ondes à Radio-Canada) ainsi que des Squelettes dans le placard (créé en 2006, produit par Avanti, en ondes à Radio-Canada). Il est aussi co-concepteur de Piment fort (créé en 1993, produit par Avanti, en ondes à TVA).
Il a par ailleurs aussi écrit de nombreux textes à caractère humoristique pour la télévision, notamment pour les séries jeunesses Le Club des 100 watts et Watatatow ainsi que pour la série Un gars, une fille.

## Récompenses et nominations

### National Magazine Awards
- Catégorie Culture
  - 1978 : La Solitude de la chanteureuse du fond (L'Actualité)
  - 1982 : Diane Dufresne : La Vie à vif (L'Actualité)
- Catégorie Business
  - 1979 : Un casino nommé Québec (L'Actualité)

### Prix Gémeaux
- Meilleur texte pour une émission ou une série jeunesse : 1990, 1991, 1992, 1993 (Le Club des 100 watts (Yves Taschereau et collaborateurs))
- Meilleur jeu création originale : 1990, 1991, 1992 Détecteurs de mensonges (Avanti)[11]
- Immortel de la télé : 2003 : Les Détecteurs de mensonges (Avanti)[11]

## Publications
- Le Médecin et la médecine dans l’œuvre de Jacques Ferron. Mémoire de maîtrise, Université de Montréal, 1974.
- Le Portuna : La Médecine dans l'œuvre de Jacques Ferron. Éditions L'Aurore, 1975.
- Comme disait Confucius. Éditions Logiques. Collection Blague à part, Montréal, 1993.
- Collectionner les timbres. Éditions de l'Homme, 1978.
- Asi Se Colleccionan Sellos/How to Collect Stamps, Manuel Tamayo Daimon Ed., 1984.
- avec H. Racicot, J.-G. Lessard et C. Lignères, Diane Dufresne, Éditions L’Aurore, 1976.